# Richard Röstel
Richard Röstel (* 1872; Todesdatum nicht bekannt) war ein deutscher Gerätturner, der an den Olympischen Sommerspielen 1896 in Athen teilnahm.
Er nahm mit der deutschen Turnmannschaft als Barren- und Reckmannschaft teil und erreichte mit ihnen jeweils den ersten Platz. Außerdem trat er als einzelner am Reck, Barren, Pferdsprung und Seitpferd an. Dort sind keine genauen Ergebnisse bekannt, er erreichte jedoch keine Medaille.